# Iso-Karvia
Iso-Karvia är en sjö i kommunen Juupajoki i landskapet Birkaland i Finland. Sjön ligger 143,3 meter över havet. Arean är 62 hektar och strandlinjen är 5,92 kilometer lång. Sjön  ingår i Kumo älvs huvudavrinningsområde.   Den ligger omkring 54 km nordöst om Tammerfors och omkring 190 km norr om Helsingfors. 
I sjön finns ön Saarikallio. 